# Anaspis bisbinotata
Anaspis bisbinotata là một loài bọ cánh cứng trong họ Scraptiidae. Loài này được Pic mô tả khoa học năm 1950.